# Vârful Kom
Kom (în bulgară Ком,  2016 m) este un vârf în partea de vest a Munților Balcani, la sud de orașul Berkovița. Kom și estul acestuia, vârfurile inferioare Sreden și Malăk Kom formează o bandă cu o poziție aproximativă est-vest, o creastă ierboasă rotunjită, o pantă abruptă stâncoasă nordică și o pantă de iarbă sudică. 

## Traseele turistice

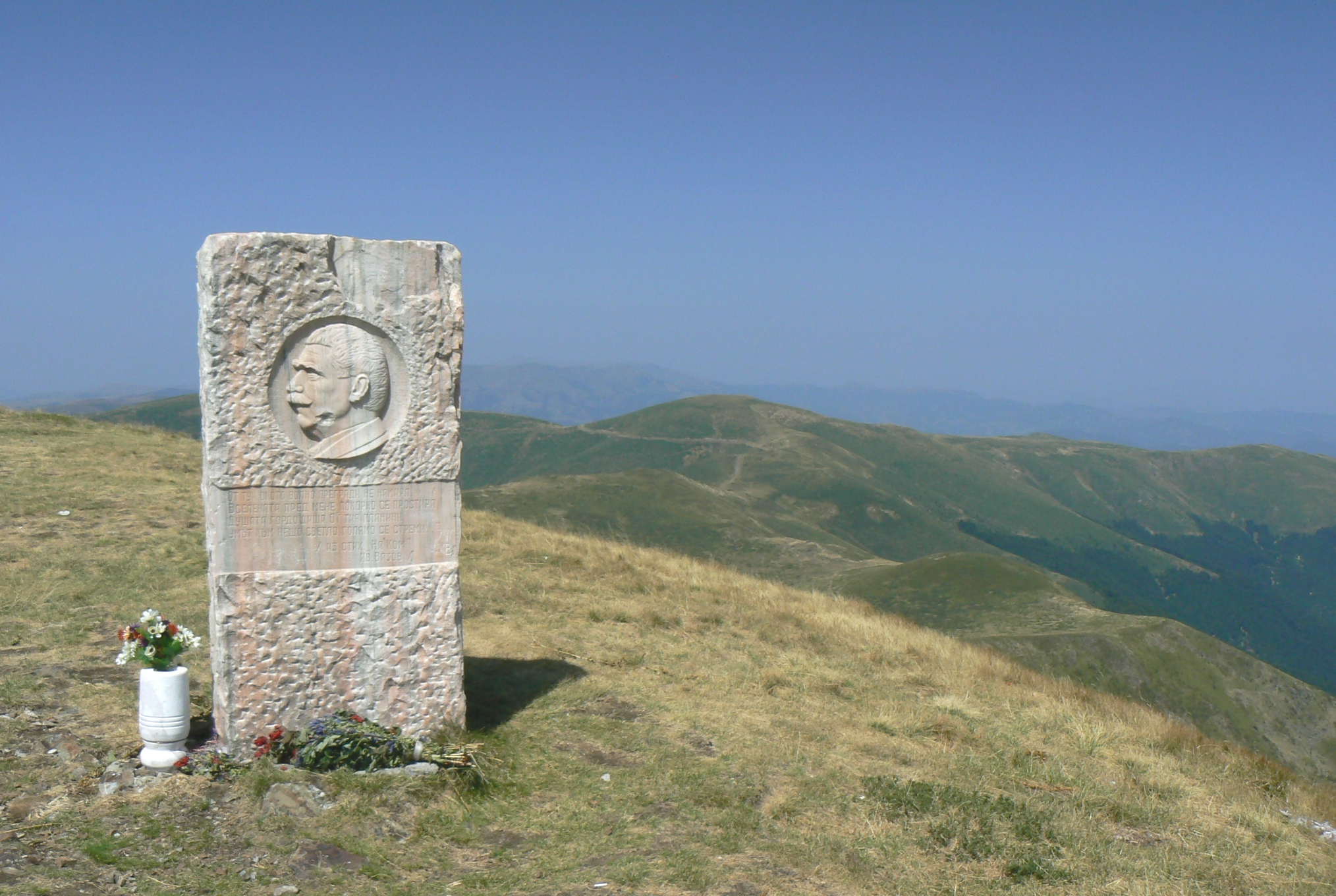
Placă de basorelief și vedere din partea de sus

O impresionantă viziune l-a inspirat pe marele scriitor bulgar Ivan Vazov să scrie poemul „Na Kom”. În cinstea sa, lângă vârful muntelui, a fost plasată o placă de piatră cu un basorelief al scriitorului și versete din „Na Kom”. Traseul începe în partea de sus Format:Szlak Kom - Emine - secțiunea bulgară a rutei turistice europene E-3.
Puncte de plecare
- Cabana Kom - situată la 15   km de Berkovița, pe versantul nordic al Malăk Kom. De la adăpost până la vârf (aproximativ 2 ore), traseul urmărește grămezile semnelor iernii, duce prin trecerea de munte dintre Sreden și Malăk Kom și vine de la vest până la creasta blândă.
  - De la Berkovița până la punctul de plecare - adăpost Kom se ajunge pe un drum asfaltat cu o lungime de 15 metri   km, 3:30 ore pe jos de-a lungul traseului marcat.
- Pasul Petrohan. De la trecerea la summit (3:30 ore) el merge Format:Szlak traseul roșu, care face parte din traseul Kom - Emine. Mai întâi, urmați drumul de la Petrohan spre cabana Kom, prin păduri de fag și pajiști. Pe versantul estic al Malăk Kom, traseul se se poate vedea de pe șosea, ajunge pe șaua de la sud și se alătură traseului prin creastă.
- satul Komștița. Din sat până la vârf (3 ore) duce pe drumuri neasfaltate spre nord-est și ajunge pe versantul sudic al Komului. De acolo, puteți ajunge de sus în partea de sud, fără o potecă prin pădurea de conifere rară.
- Satul Ghinți. Din sat până la vârf (3 ore), mergeți mai întâi spre nord-vest printr-un drum pietruit spre coliba Malina, la nord de Etropole. La adăpost, se întoarce spre nord pe un drum nepavat, iar versanții de iarbă de la trasee marcate se întorc din nou.

Aici este organizat anual concursul off-road Kom-Emine.

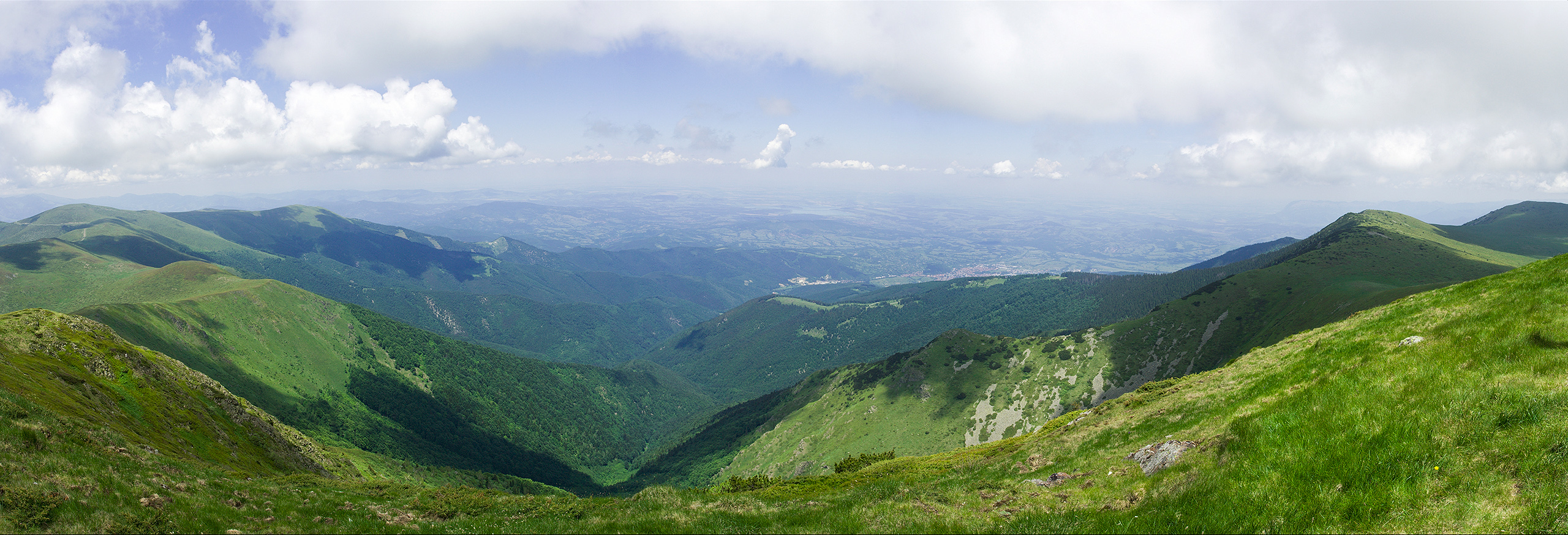
Vedere panoramică de pe vârful Kom spre nord și valea Berkowice